# 아를롱

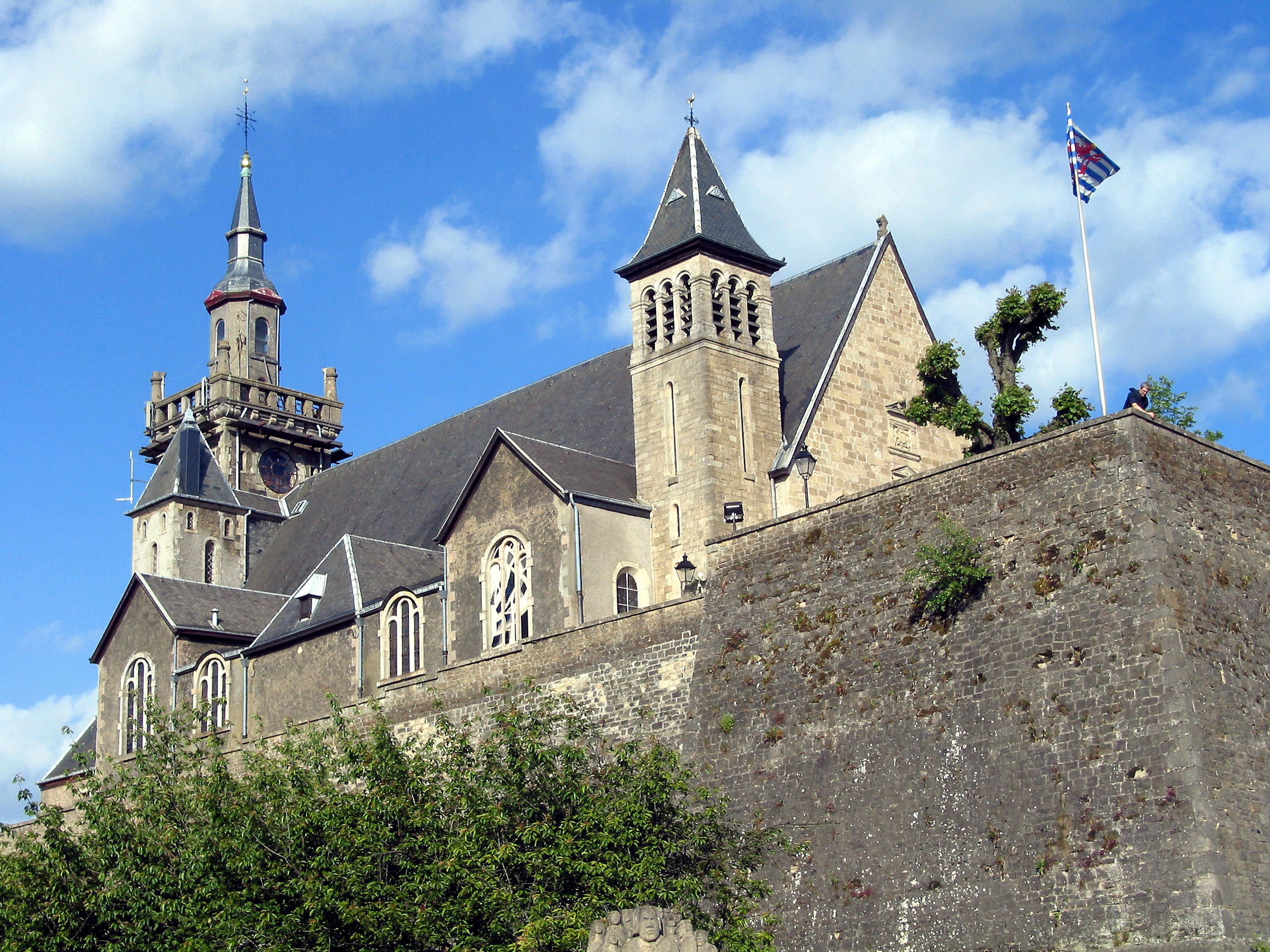
아를롱에 있는 성 도나 교회

아를롱(프랑스어: Arlon, 룩셈부르크어: Arel, 네덜란드어: Aarlen, 독일어: Arel, 왈롱어: Årlon)은 벨기에 뤽상부르주의 주도로, 면적은 118.64km2, 인구는 27,986명(2011년 1월 1일 기준), 인구 밀도는 240명/km2이다. 룩셈부르크 국경과 가까운 지점에 위치한다.

## 자매 도시
- 프랑스 생디에데보주
- 룩셈부르크 디키르히
- 독일 비트부르크
- 미국 설퍼
- 프랑스 아양주
- 이탈리아 알바
- 영국 마켓드레이턴